# Aconquija
Aconquija, más conocido como "Las Estancias", es un emplazamiento urbano y rural asentado en una zona montañosa al noreste de la provincia argentina de Catamarca. El Municipio de Aconquija tiene una superficie de 112.217 hectáreas, una población estable de 3000 habitantes y un flujo turístico anual de 5000 visitantes. Esta ubicación geográfica relaciona la zona con el sur tucumano, el centro y el oeste catamarqueño, otorgándole una notable potencialidad de integración regional.

## Urbanización
Localidades y parajes del municipio:
- La Quinta
- Yunka Suma
- Las Chacras
- Las Pampas
- Río Potrero
- El Charquiadero
- El Totoral
- Las Rosas
- Alto de las Juntas
- El Suncho
- La Mesada
- El Lindero
- El Alamito
- Buena Vista
- Alumbrera
- El Pantanito
- El Durazno
- La Aguadita
- Atravesada
- Punta del Agua
- Agua de las Palomas
- Las Pampitas
- Cóndor Huasi
- El Molle
- El Espinillo
- Pizavil

- El Pucará

El municipio está integrada por una serie de poblados que se unen por la ex-Ruta Nacional 65 (Actual Ruta Provincial 48). Las villas turísticas ubicadas al margen occidental del Río El Campo, forman una conurbanización de zonas que albergan población permanente y temporaria.

## Patrimonio Natural

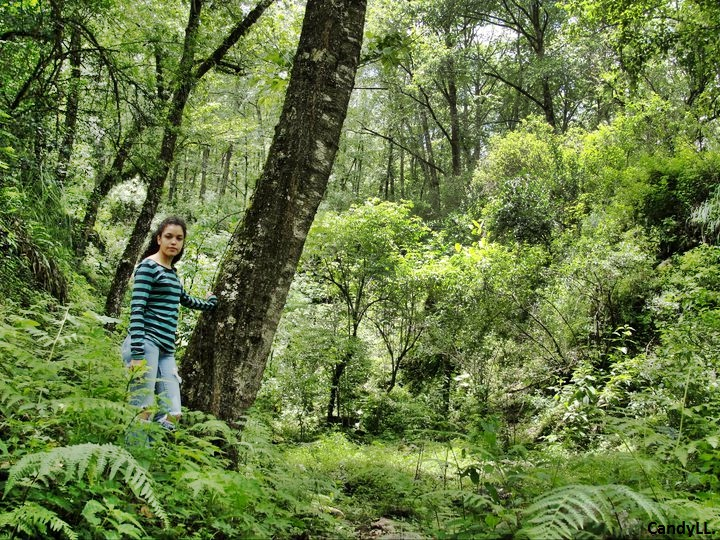
Selva de Yungas en Aconquija, Andalgalá.

Su patrimonio natural posee, entre sus recursos más importantes, un bellísimo escenario paisajístico, un microclima fresco y benigno, numerosos ríos de deshielo, abundantes pastizales naturales y áreas para la agricultura con sanidad vegetal.

## Patrimonio Cultural
El patrimonio cultural cuenta con importantes sitios arqueológicos prehispánicos, entre los que se encuentran el Pucará de Aconquija, patrimonio mundial declarado por la UNESCO; y un interesante trazado urbano con áreas residenciales de casas de fin de semana que se organizan sobre una llamativa espina conectora, que capitaliza la actividad social y recreativa en temporada estival.

## Turismo
Con relación al turismo estival, se inició a fines de los '20 y comienzos del '30, formándose una de las primeras villas turísticas de la región. Actualmente Aconquija cuenta con una demanda de unos 5000 turistas, que se alojan en cerca de 800 viviendas privadas y hoteles.